# Municipio de Herman (Dakota del Sur)
El municipio de Herman (en inglés: Herman Township) es un municipio ubicado en el condado de Lake en el estado estadounidense de Dakota del Sur. En el año 2010 tenía una población de 624 habitantes y una densidad poblacional de 6,78 personas por km².

## Geografía
El municipio de Herman se encuentra ubicado en las coordenadas 43°58′36″N 97°11′31″O / 43.97667, -97.19194. Según la Oficina del Censo de los Estados Unidos, el municipio tiene una superficie total de 92.04 km², de la cual 84,37 km² corresponden a tierra firme y (8,33 %) 7,67 km² es agua.

## Demografía
Según el censo de 2010, había 624 personas residiendo en el municipio de Herman. La densidad de población era de 6,78 hab./km². De los 624 habitantes, el municipio de Herman estaba compuesto por el 99,68 % blancos, el 0,16 % eran asiáticos y el 0,16 % eran de una mezcla de razas. Del total de la población el 0 % eran hispanos o latinos de cualquier raza.